# 沃鲁亚克
沃鲁亚克（法語：Vaux-Rouillac，法語發音：[vo ʁujak]）是法国夏朗德省的一个市镇，属于干邑区。

## 地理
沃鲁亚克（45°44'35"N, 0°5'29"W）面积13.37 平方千米，位于法国新阿基坦大区夏朗德省，该省份为法国西部内陆省份，北起德塞夫勒省和维埃纳省，东临上维埃纳省，东南至多尔多涅省，南至多爾多涅省，西接滨海夏朗德省。
与沃鲁亚克接壤的市镇（或旧市镇、城区）包括：埃沙拉、弗勒拉克、富西尼亚克、圣西巴尔多、锡戈涅、鲁亚克。

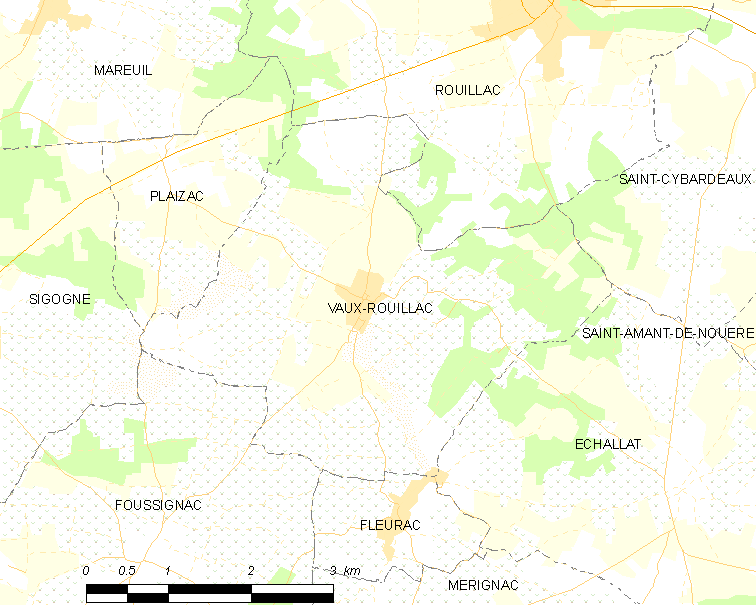
沃鲁亚克的OSM定位图

沃鲁亚克的时区为UTC+01:00、UTC+02:00（夏令时）。

## 行政
沃鲁亚克的邮政编码为16170，INSEE市镇编码为16395。

## 政治
沃鲁亚克所属的省级选区为努埃尔河谷县。

## 人口

1962-2008年间沃鲁亚克人口变化图示

沃鲁亚克于2022年1月1日时的人口数量为295人。